# Kameoka
Kameoka (japanska: 亀岡市?, Kameoka-shi) är en stad i Kyoto prefektur i Japan. Staden fick stadsrättigheter 1955